# Hippelates
Hippelates är ett släkte av tvåvingar. Hippelates ingår i familjen fritflugor.

## Dottertaxa tillHippelates, i alfabetisk ordning[1]
- Hippelates alyscus
- Hippelates angulicornis
- Hippelates annotatus
- Hippelates annulatus
- Hippelates bracatus
- Hippelates brumpti
- Hippelates carrerai
- Hippelates catharinae
- Hippelates coxipo
- Hippelates dorsalis
- Hippelates feytaudi
- Hippelates genalis
- Hippelates grandiusculus
- Hippelates impressus
- Hippelates incipiens
- Hippelates insignificans
- Hippelates leprae
- Hippelates linearis
- Hippelates nabis
- Hippelates neoproboscideus
- Hippelates nigricollis
- Hippelates nobilis
- Hippelates parvicalcar
- Hippelates parviseta
- Hippelates pehlkei
- Hippelates plebejus
- Hippelates pleuriticus
- Hippelates proboscideus
- Hippelates pseudodorsalis
- Hippelates saundersi
- Hippelates selectus
- Hippelates stigmaticus
- Hippelates trimaculatus
- Hippelates turneri